# Theodor Escherich
Theodor Escherich (tiếng Đức là: /ˈteːodɔʁ ˈɛʃəʁɪç/, tiếng Việt: /thê-ô-đo ê-sơ-ric/, tiếng Mỹ: /ˈθiədər ɛʃrɪʧ/) là bác sĩ Nhi khoa người Áo gốc Đức, giáo sư của nhiều trường đại học ở Áo và Đức, thường được đời sau nhắc đến vì được xem là bác sĩ chuyên khoa đầu tiên về bệnh truyền nhiễm ở trẻ em (Truyền nhiễm nhi khoa) trên thế giới, nhất là người đầu tiên phát hiện và mô tả vi khuẩn E. coli, nhờ đó mà Y học và đặc biệt là Di truyền học phân tử có những bước tiến vượt bậc.

## Tiểu sử và gia đình
Theodor Escherich sinh ngày 29 tháng 11 năm 1857 ở thị trấn nhỏ Ansbach, thuộc vùng Trung Franken, bang Bayern của Đức ngày nay.
Cha là Ferdinand Escherich (Phec-đi-nan Ê-sơ-ric, 1810-1888), một cán bộ y tế huyện làm về thống kê y học. Mẹ là Maria Sophie Frieder, con gái của Baron Carl Stromer von Reichenbach - một đại tá quân đội Vương quốc Bayern.
Khi Theodor 5 tuổi thì mẹ qua đời. Khoảng 5 năm sau (1867) ông Ferdinand chuyển gia đình đến Würzburg và tái hôn. Lúc 12 tuổi Theodor được cha gửi học ở một trường nội trú Dòng Tên Stella Matutina ở Feldkirch thuộc Áo trong ba năm. Theodor đã hoàn thành bậc giáo dục trung học ở Würzburg, nơi ông theo học trường trung học cấp 3 (Gymnasium) và đã thi tốt nghiệp (Abitur) năm 1876 (lúc 19 tuổi).
Sau khoảng nửa năm phục vụ quân đội tại Strasbourg, thì Theodor nhập học khoa Y của Đại học Würzburg khoảng cuối năm 1876. Sau đó, ông theo học tiếp ở trường đại học Kiel và Berlin, rồi thành bác sĩ nhi khoa, trở về Würzburg, bắt đầu nổi tiếng trong lĩnh vực này từ năm 1881.
Sau 18 tháng phục vụ tại một bệnh viện quân sự ở Munich, Escherich trở về Würzburg vào năm 1882 để trở thành trợ lý thứ hai và sau đó là trợ lý thứ nhất cho bác sĩ nội khoa Carl Jakob Adolf Christian Gerhardt tại phòng khám y tế của Bệnh viện Julius, Würzburg. Vào ngày 27 tháng 10 năm 1882, Escherich được trao bằng tiến sĩ y khoa. Trong hai năm sau đó, ông đã tham dự các bài giảng ở Viên và đã làm nghiên cứu vi khuẩn tại Bệnh viện Nhi đồng St Anna. Vào tháng 8 năm 1884, ông tiếp tục công việc nghiên cứu của mình tại Munich, nơi mà khoa nhi đã được thành lập như một bộ phận của ngành y tế. Vào tháng 10 năm 1884, chính quyền bang Bavaria đã cử Escherich đến Naples để thực hiện công việc nghiên cứu thực tế về dịch tả. Ông cũng đi đến Paris, nơi ông nghe các bài giảng của Jean-Martin Charcot, nhà thần kinh học nổi tiếng. Sau khi trở về Đức, ông trở thành giảng viên thỉnh giảng ở một số trường đại học.
Năm 1890, người ta mời ông đến Graz làm việc và bổ nhiệm làm Giáo sư Nhi khoa tại Đại học Graz - lúc này, Theodor mới 33 tuổi. Năm 1902, ông chuyển đến Viên, với tư cách giáo sư Nhi khoa và làm lãnh đạo Bệnh viện Nhi St. Anna.
Ở Graz, ông đã kết hôn với Margaretha Pfaundler, con gái của nhà vật lí Leopold Pfaundler và họ có một con trai và một con gái.
Ông mất ở Viên, ngày 15 tháng 2 năm 1911 do đột quỵ, hưởng thọ 53 tuổi.

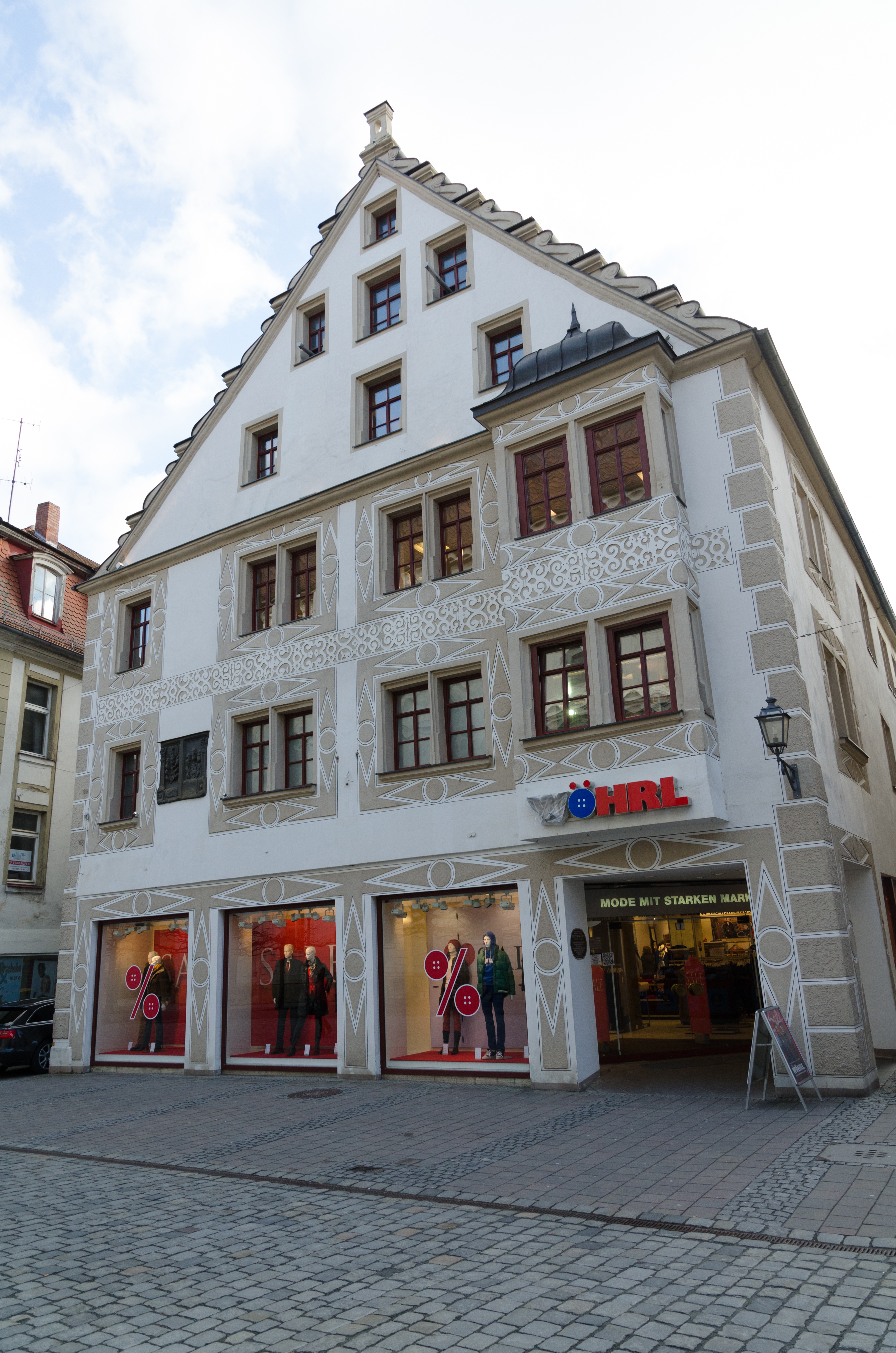
Ngôi nhà T. Escherich sinh ra, ở Johann-Sebastian-Bach-Platz (Hnr. 10) Ansbach.

## Sự nghiệp và cống hiến

### Sự nghiệp
- Theodor Escherich bắt đầu học tập và hoạt động y học từ năm 1876. Luận án tiến sĩ của ông có tên "Die marantische Sinusthrombose bei Cholera infantum" (Huyết khối xoang tĩnh mạch não ở dịch tả trẻ sơ sinh) bảo vệ ngày 27 tháng 10 năm 1882 ở đại học Würzburg, công bố năm 1882.[6]
- Sau đó, sự nghiệp chính của ông bắt đầu trong công tác khám và chữa trị bệnh cho trẻ em (ta thường gọi là lĩnh vực Nhi khoa) cũng như giảng dạy và nghiên cứu ở các trường đại học.

### Cống hiến
- Trong lĩnh vực y tế cộng đồng, ông có nhiều đóng góp. Tháng 10 năm 1884, chính phủ Bavaria cử ông đến Naples để nghiên cứu bệnh dịch tả lan tràn ở đó, góp phần giảm bớt dịch bệnh. Năm 1903, Theodor phát động phong trào và thành lập hiệp hội "Bảo vệ trẻ sơ sinh". Ngoài công việc này, ông đã góp phần đáng kể cho việc cải thiện chăm sóc trẻ em và giảm tỉ lệ tử vong trẻ sơ sinh rất cao thời đó.
- Trong khi làm ở phòng khám Bệnh viện Julius thuộc Würzburg, dưới tư cách trợ lý thứ nhất cho giám đốc Karl Gerhardt, lúc nghiên cứu về các trẻ bị bệnh tiêu chảy, ông phát hiện một loài vi khuẩn thời đó chưa ai biết. Vì loài này kí sinh trong ruột già (tiếng Latinh là colum), nên ông đặt tên nó là Bacterium coli (vi khuẩn côli). Ông báo cáo phát hiện này vào năm 1885, trong thuyết trình của mình nhan đề "Vi khuẩn đường ruột ở trẻ sơ sinh" (nguyên bản tiếng Đức: "Darmbakterien des Säuglings und ihre Beziehungen zur Physiologie der Verdauung") cho Hiệp hội Hình thái và Sinh lý học. Đến năm 1886, sau 18 tháng nghiên cứu chuyên sâu, ông cho xuất bản cuốn sách với tựa như trên (hình 3).
- Do nhiều bệnh thuộc lĩnh vực Nhi khoa thời đó mà Theodor Escherich điều trị và phát hiện nguyên nhân là do vi khuẩn gây ra, lây truyền chủ yếu qua con đường ăn uống, nên người ta đánh giá ông là thày thuốc Nhi khoa đầu tiên về bệnh truyền nhiễm ở trẻ em (tiếng Anh: pediatric infectious diseases, tiếng Pháp: maladies infectieuses pédiatriques).[8][9] Ở Việt Nam, nhiều bác sĩ hiện thường gọi tắt lĩnh vực này là "khoa Nhi truyền nhiễm" hoặc "khoa lây nhi", với ý nghĩa "khoa" không phải là một đơn vị hành chính trong một bệnh viện, mà là một lĩnh vực chuyên môn. Ngoài ra, vì nghiên cứu của ông về loài vi khuẩn này đầy đủ và chi tiết nhất đương thời, nên người ta còn gọi ông là nhà vi khuẩn học và làm cho ông trở thành một trong những nhà vi khuẩn học hàng đầu thời đó.
- Tên của vi khuẩn Bacterium coli - sau khi ông đã mất - được các nhà khoa học đổi tên khá nhiều lần, rồi đến năm 1919 thì được gọi thống nhất toàn thế giới là Escherichia coli, để vinh danh ông tìm ra loài này đầu tiên.[10][11]

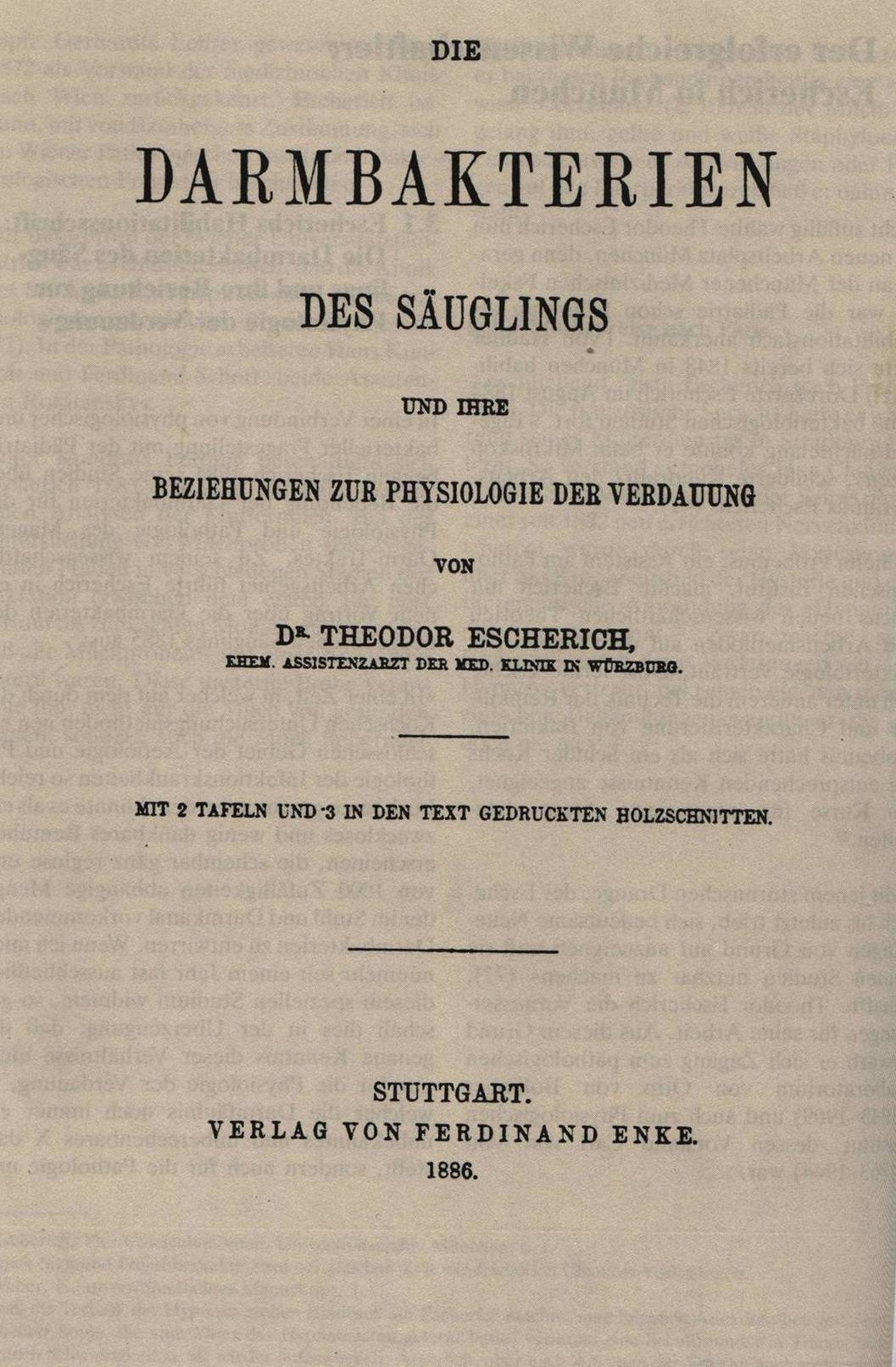
Trang bìa cuốn sách của T. Escherich về vi khuẩn E. coli.

## Vinh danh
- 1894 - Thành viên danh dự của Hội Nhi khoa Moscow.
- 1905 - Thành viên danh dự của Hội Nhi khoa Hoa Kỳ.
- 1905 - Viện sĩ Viện hàn lâm khoa học St. Louis.
- 1906 - Giải thưởng Hội đồng Hoàng gia.
- 1906 - Viện sĩ Viện hàn lâm Y học Rome.
- 1909 - Thành viên danh dự của Liên đoàn Bảo vệ quyền lợi Trẻ sơ sinh của Bỉ.
- Năm 2007, Viện Hàn lâm Khoa học Đức Leopoldina đã tổ chức và kỷ niệm lần thứ 150 ngày sinh của ông đồng thời cũng là một hội nghị khoa học.[4], [10]